# Hendricus Petrus Koster
Hendricus Petrus Koster (Haarlem, 11 april 1883 - Dordrecht, 1 augustus 1963) was een adjudant-onderofficier-instructeur van het Wapen der Genie bij het Korps Pontonniers en Torpedisten. Hij kwam in 1899 als vrijwillig kanonnier bij het Korps Rijdende Artillerie. In 1901 werd hij overgeplaatst naar de pontoniers. In 1936 werd hij eervol ontslagen.
Toen Nederland in augustus 1939 het leger mobiliseerde keerde Hendricus Koster terug in actieve dienst. Wederom als adjudant-onderofficier-instructeur van het Wapen der Genie bij het Korps Pontonniers en Torpedisten was hij in mei 1940 bij Dordrecht bij gevechten betrokken. In de voordracht aan het Kapittel van de Militaire Willems-Orde wordt vermeld dat hij "...zich in de strijd, door het bedrijven van uitstekende daden van moed, beleid en trouw, heeft onderscheiden, door in de vroege morgen van 10 mei 1940 te Dordrecht - niettegenstaande hij reeds in 1936 was gepensioneerd, doch zich bij het afkondigen van de mobilisatie in augustus 1939 weer ter beschikking als instructeur van kader had gesteld - onverwijld een patrouille te vormen, om daarmede zelfstandig de, zowel in aantal als in bewapening, overmachtige vijandelijke gelande valschermjagers te gaan bestrijden. Die dag als eerste daad met zijn patrouille, over nagenoeg open terrein, een door sterke vijand bezet, gelegen nabij de wijk Krispijn, aan te vallen, een gewonde korporaal onder 's vijands vuur in veiligheid te brengen, terwijl niemand van zijn patrouille dit aandurfde, daarna eveneens alleen het huis binnen te dringen en de bezetting ervan gevangen te nemen.
Als tweede daad, eveneens over nagenoeg open terrein, de bezetting van het clubhuis van een voetbalterrein in de rug te benaderen en op beleidvolle wijze, door goed gericht vuur, in de armen van een ander eigen onderdeel te drijven en aldus het gevangennemen ervan te bevorderen.
De volgende dag weer met zijn patrouille uitrukkend, in de onmiddellijke nabijheid van de Israëlitische begraafplaats te Dordrecht, een auto, waarin zich ongeveer 8 Duitse soldaten bevonden, onder vuur te nemen, waarbij hij zelf de chauffeur buiten gevecht stelde met het gevolg, dat deze vijanden, of werden gedood, of werden gevangengenomen. Ten slotte op 12 mei, door het optreden van zijn patrouille, het doordringen van de vijand langs de spoorweg Gorinchem-Dordrecht te beletten en daarbij, vergezeld door slechts een man, een vijandelijke mitrailleurstelling, eveneens met veel beleid, uit de flank te benaderen en tot zwijgen te brengen, vervolgens deze mitrailleur, onder vijandelijk vuur, persoonlijk buit te maken". Hij werd op 15 maart 1948 bij Koninklijk Besluit nr. 24 benoemd tot ridder IVe klasse der Militaire Willems-Orde.
In 1944 en 1945 maakte Hendricus Koster deel uit van de Binnenlandse Strijdkrachten.
Behalve de Willems-Orde droeg hij de Eremedaille in Goud verbonden aan de Orde van Oranje-Nassau met de Zwaarden, het Oorlogsherinneringskruis met de gesp "NEDERLAND MEI 1940", het Mobilisatiekruis 1914 - 1918 en het Onderscheidingsteken voor Langdurige, Eerlijke en Trouwe Dienst.